# Cadurcia vinsoni
Cadurcia vinsoni är en tvåvingeart som beskrevs av Louis-Paul Mesnil 1952. Cadurcia vinsoni ingår i släktet Cadurcia och familjen parasitflugor.
Artens utbredningsområde är Mauritius. Inga underarter finns listade i Catalogue of Life.